# Seaca de Pădure
Seaca de Pădure – wieś w Rumunii, w okręgu Dolj, w gminie Seaca de Pădure. W 2011 roku liczyła 430 mieszkańców.